# Wladislaw Borissowitsch Timofejew
Wladislaw Borissowitsch Timofejew (russisch Владислав Борисович Тимофеев; * 22. September 1936 in Moskau, Sowjetunion; † 19. August 2023) war ein russischer Festkörperphysiker und Hochschullehrer.

## Leben
Timofejew studierte an der Universität Kiew mit Abschluss 1959. Ab 1966 arbeitete er am Institut für Festkörperphysik (IFTT) der Akademie der Wissenschaften der UdSSR (AN-SSSR, ab 1991 Russische Akademie der Wissenschaften (RAN)) in Tschernogolowka. 1976 organisierte er und leitete dann im IFTT das Laboratorium für Nichtgleichgewichtselektronenprozesse.
Timofejew war ein ausgewiesener Experte für Halbleiter- und Festkörperphysik. Er analysierte die Thermodynamik der Nichtgleichgewichts-Elektron-Defektelektron-Systeme in Halbleitern und erstellte Phasendiagramme für die metallische Elektron-Defektelektron-Flüssigkeit. Im Nichtgleichgewichts-Elektron-Defektelektron-Gas entdeckte er Exziton-Molekül-Quasiteilchen und untersuchte ihre Eigenschaften. Ein Spin-orientiertes Exziton-Gas als neues Quantenobjekt wurde experimentell realisiert und untersucht. Er untersuchte die Stabilität von Exziton- und Exziton-Dotierungsatom-Komplexen. Mit Methoden der optischen Spektroskopie führte er erstmals Untersuchungen der inelastischen Lichtstreuung an Hochtemperatursupraleitern durch und fand eine starke Anisotropie, womit er sehr bekannt wurde.
1980 wurde Timofejew Professor am Moskauer Institut für Physik und Technologie. 1990 wurde er zum Korrespondierenden Mitglied der AN-SSSR gewählt.
Mit der Untersuchung der optischen Eigenschaften niedrigdimensionaler Halbleitersysteme etablierte Timofejew eine neue Forschungsrichtung. Er entdeckte die partielle Quantisierung des Hall-Widerstands in Silicium-Feldeffekttransistoren und entwickelte dazu eine spektroskopische Methode zur Ausmessung der Coulomb-Lücke. Er entdeckte die Wigner-Kristallisation zweidimensionaler Elektronen in einem einzigen Heteroübergang. Er untersuchte Systeme mit räumlich verteilten Elektron-Defektelektron-Schichten und fand die Bose-Kondensation der Exzitonen. Timofejews Arbeiten bildeten die Grundlage für die Magnetooptik niedrigdimensionaler Elektronensysteme.
2000 wurde Timofejew zum Vollmitglied der RAN gewählt. Er war Mitglied des Präsidiums des Wissenschaftszentrums der RAN in Tschernogolowka. Er war Mitglied der internationalen Kommission für Halbleiterphysik der Internationalen Union für Reine und Angewandte Physik. Er war Autor bzw. Mitautor einer Vielzahl von Veröffentlichungen. Sein Hirsch-Index ist 30.

## Preise
- Staatspreis der UdSSR (1988)[3]
- Humboldt-Forschungspreis